# Daniel de Moscou
Daniel (em russo: Даниил Александрович; romaniz.: Daniel Alexandrovitch, 1261 - Moscou, 1303) foi o filho mais novo de Alexandre I de Quieve e antepassado dos príncipes da Rússia, tendo governado a Moscóvia por quarenta anos. Pertencia à dinastia ruríquida.